# 庫里耶

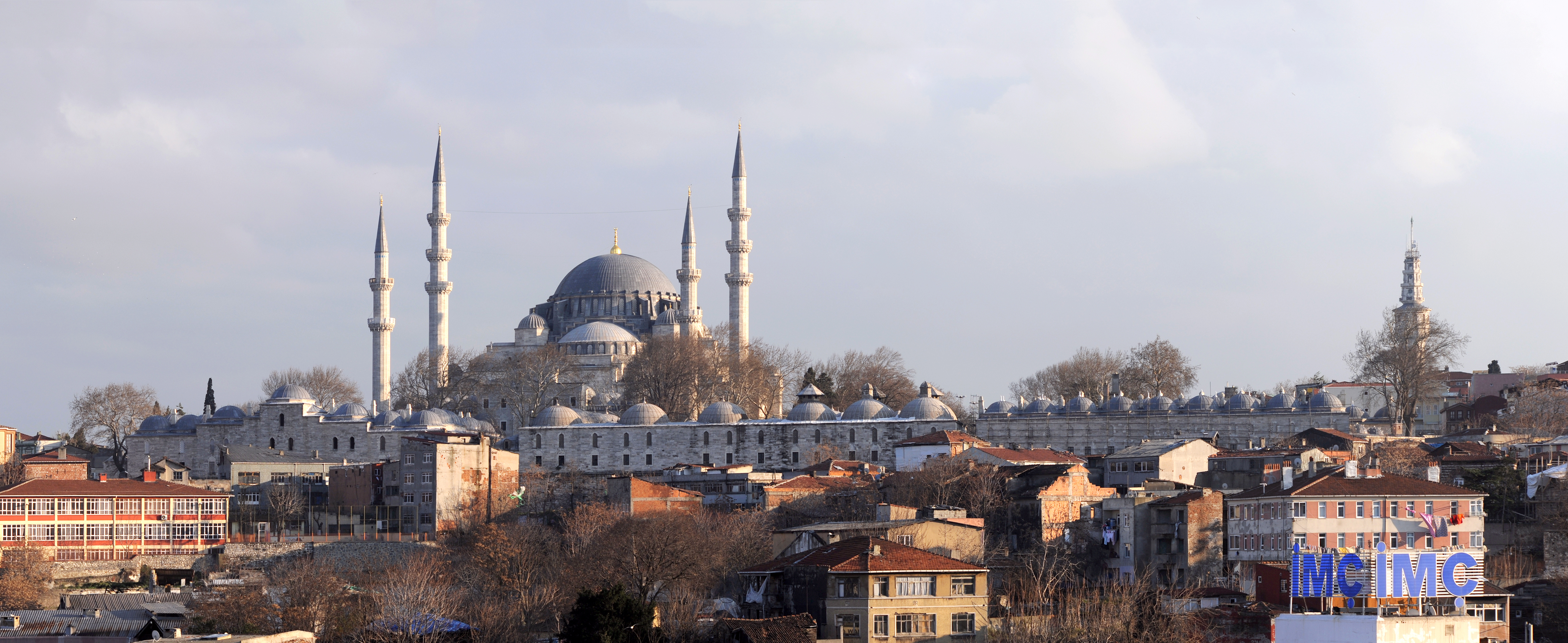
位於伊斯坦堡的苏莱曼尼耶清真寺與其附屬的庫里耶建築群

庫里耶（土耳其語：Külliye）一詞衍生自阿拉伯语字彙「kûl」（意思是「整個」），指一種以清真寺為架構中心的建築複合體，其行政運作通常交由瓦合甫（伊斯蘭的公益信託基金）負責管理，內部主要設有伊斯蘭學校、健康之家（看病的診所）、廚房、麵包坊、土耳其浴場與其他為社區提供慈善服務的機構和附屬建物所組成。
庫里耶是傳統奧斯曼建築中極其引人注目的代表性作品，同時也是塞尔柱帝国、奥斯曼帝国及帖木儿帝国時期所留存至今傑出的建築文化遺產。

## 歷史

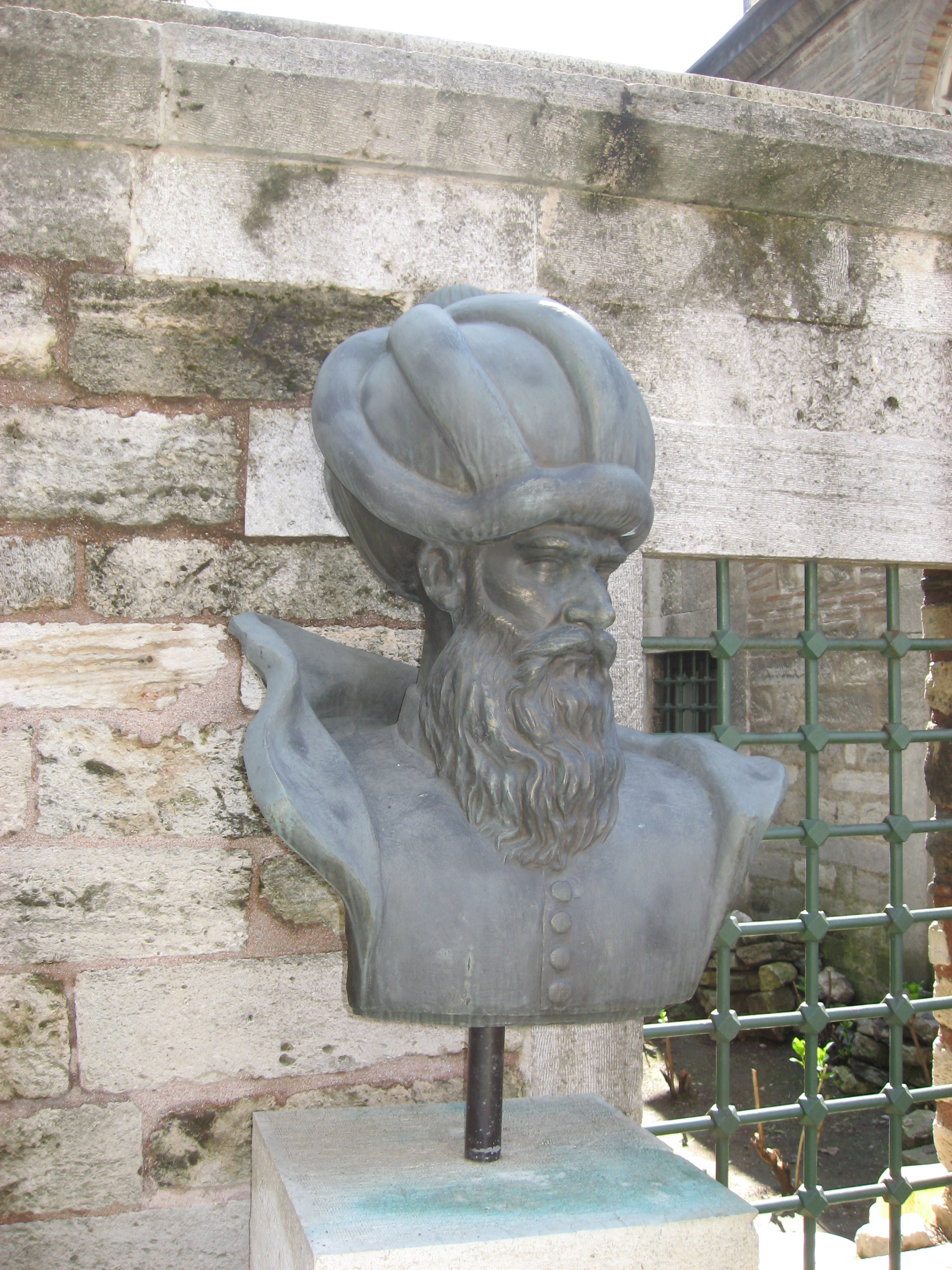
科查·米馬爾·希南是鄂圖曼帝國最負盛名的一位建築工程師

庫里耶的設計與用途可追朔至最早的清真寺形式，清真寺不僅止於被當作禱告的場所，同時也是供應飲食、教學以及開放給貧民歇宿的地方，庫里耶的結構最初即源自此種複合式功能建物的概念，但與過去的型態相反，庫里耶不再侷限於單一的清真寺內提供多種服務，而是圍繞清真寺為中心並建造其他建物用於各式各樣的用途。經過長時間的演進，庫里耶所提供的服務近一步擴張，「庫里耶封閉式的環境裡劃設有多處設施，而設立的眾多設施將會整併交給同一個基金會來管理與營運。」其內部蓋有醫院、法學院、預科學院和醫學院等諸多不同功能的場所。
奥斯曼帝国大多數的庫里耶均由建築師科查·米馬爾·希南負責建造和設計。他是十六世紀時期近五十年間帝國的首席建築工程師。作為一名出色的設計者，他肩負起帝國所有的規劃和建設工作。希南在伊斯坦堡建造了大部分鄂圖曼帝國古典時期的庫里耶。由希南所建造的庫里耶模式為其他庫里耶建築師們立下了典範，日後絕大多數庫里耶的建設皆遵循希南的配置與規劃方式：庫里耶「位於城市中的重要位置」其結構設計強調且突出清真寺為宗教中心。此外，它們偏愛被「建立在山丘與微傾的陵地上，海岸邊或都市的外圍。」選址的決定因素在於庫里耶能幫助城市創造出絕佳的輪廓和景觀，並為市容的天際線增色。庫里耶的特點致使其很容易被認出，人們往往能夠從遠處眺望並驚嘆於它們壯麗的身姿。
根據鄂圖曼帝國的法律規定，土地和國家皆是屬於蘇丹的財產。也因此庫里耶通常是由蘇丹本人、蘇丹的家族成員或是像維齊爾以及大維齊爾等國家高級行政官員所委託建造的。這些王公貴族因為握有豐厚的財力資源而成為如建築師希南與許多其他建築師們的雇主，作為背後的出資者，他們則可以自由地選擇庫里耶的修築地點，並親身參與庫里耶的設計與規劃過程，勳貴們的投入也從而對庫里耶的建設產生了深遠的影響。

### 鄂圖曼歷史中的重要意義
庫里耶對鄂圖曼社會的影響極為重大。庫里耶規劃於住宅區內與鄰近的居民聯繫在一起，並向當地民眾敞開複合式功能建築的大門，為他們提供多種不同類型的服務。在鄂圖曼的首都伊斯坦堡設有為數眾多的庫里耶，它們實質成為都會地區的代表性建物。庫里耶不僅身為鄂圖曼統治時期（尤其在伊斯坦堡）許多城市的核心樞紐，更成為文化、宗教、商業和教育等活動的主要中心，亦是鄂圖曼王朝的國力展現與宏偉成就的象徵之一。

## 管理運作
庫里耶的行政管理人員同時也在托普卡匹皇宮（鄂圖曼帝國蘇丹最主要居住的宮殿）後宮的首席太監手下擔任行政官員。除此之外，庫里耶內部的人員尚包括：「宗教官員和教師、搬運工、誦經者、掘墓工人、負責維修的僕役、庭院和窗花的拋光師、廚師、清潔人員、水管工，另外油燈的防盜則交由點燈人來管理，並雇有木匠和泥瓦匠負責養護500多座圓頂的鉛皮。」工作人員的數量之多佐證了庫里耶內部業務的繁雜，雖然它最早根源於一個簡單的概念，但隨著時代的演進庫里耶已經發展成高度細緻且多樣化的公共設施，以至於需要大量的員工與官員來維持管理。庫里耶附設的廚房同時為眾多員工、官員、學生、旅行者和窮人們提供食物，故此需要大量的水來供應其運作，這也是為何庫里耶通常建在海岸附近或城市周圍的另一個主要原因。
興建庫里耶的建築成本和維持大規模的基金會運作需要高昂的花費，而這筆資金或捐款一般是「通過向公眾募集來籌措相關費用，其中亦有各種地產的捐獻，包括整座莊園到磨坊或屋舍的無償贈予。」捐贈者的範圍廣泛，從統治者（蘇丹）到舉朝大小官員遠至平民百姓皆得出資贊助，但由於蘇丹本人通常有能力提供一部分來自領土的收入，因此往往會成為庫里耶背後最重要的金主。

## 庫里耶的示例

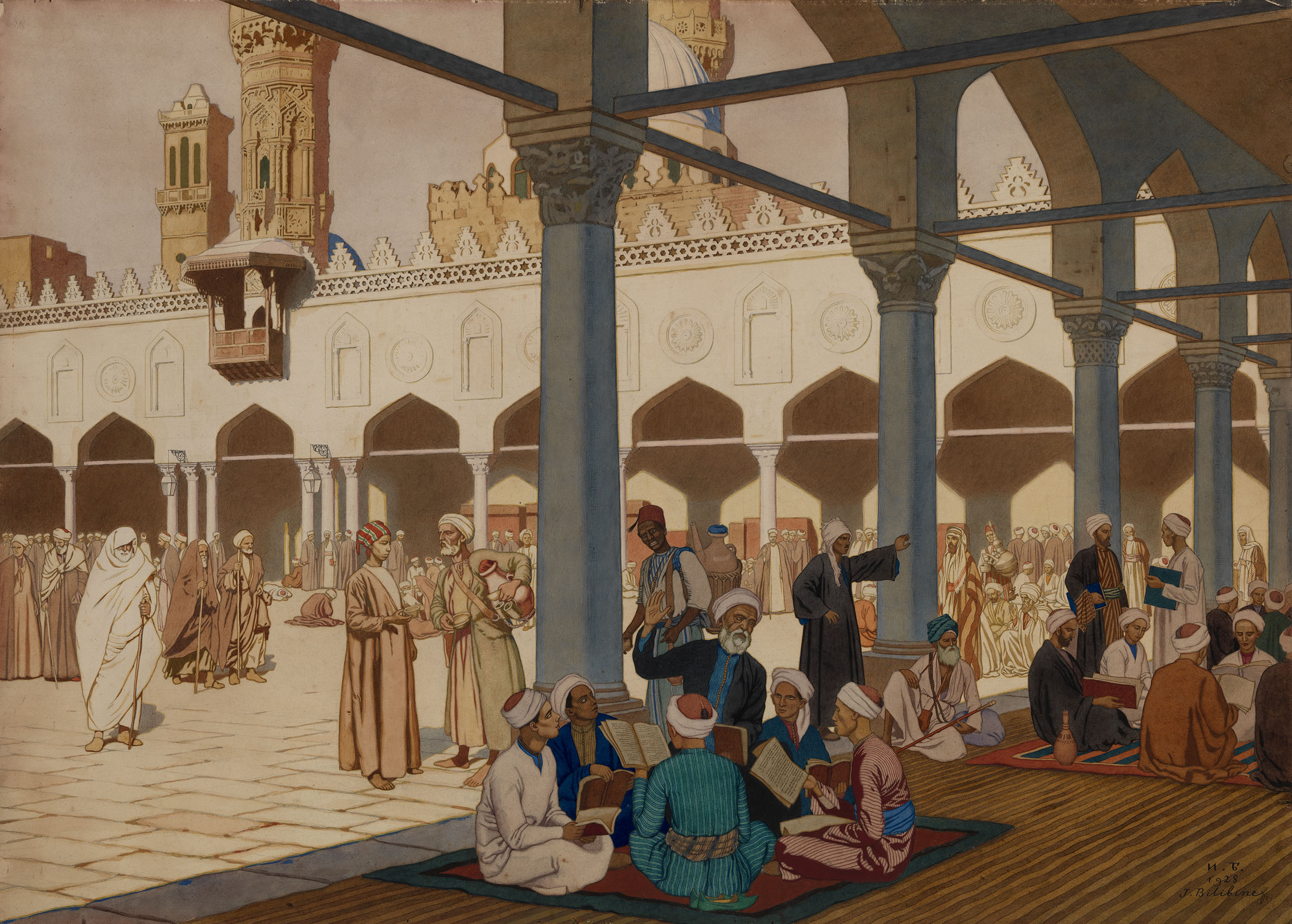
庫里耶內部大多設有伊斯蘭學校，供學生們研讀古蘭經或學習其他類型的知識

位於伊斯坦堡的苏莱曼尼耶清真寺附設庫里耶是有史以來規模最為龐大的庫里耶建築群，該複合式建物是由蘇萊曼一世下令興建。其內部包括「七所伊斯蘭學校，分別為：四間遜尼派法學院、一所預科學院、一間學習聖訓的進修學校與一所醫學院。」這些宗教學校同時還為授課的教師們設立他們專用的廳堂、廁所與兩處宿舍。此外「還蓋有一間男校、一所禮拜堂、一間附設馬厩的宿舍、澡堂、醫院、公共廚房、商店和噴泉。」蘇萊曼尼耶清真寺的庫里耶憑藉它提供的教育和宗教服務從為數眾多的庫里耶中脫穎而出，其內部環境近似於大學校園，是當時伊斯坦堡的文化與科學中心。
雖然帝國的其他地區亦建有為數不少的庫里耶，但它們的大小皆未達到蘇萊曼尼耶清真寺附屬庫里耶如此巨大的規模。其他有名庫里耶的例子尚有：建有清真寺、伊斯蘭教學校和托缽僧院等設施的索科卢穆罕默德帕夏清真寺庫里耶和內部設有清真寺、經學校、陵墓與噴泉的薩伊馬哈茂德帕夏清真寺庫里耶以及由一座清真寺、宗教學校、陵墓與供孩童研讀古兰经的學校所組成之米赫里马赫清真寺庫里耶等建築群。

### 其他著名的庫里耶
- 新清真寺庫里耶建於伊斯坦堡的艾米諾努區，現今已成為當地的熱門景點，它分別由兩位手握重權的蘇丹皇太后－穆罕默德三世以及穆罕默德四世的母親修築完成。
- 賽義德·巴塔爾加齊庫里耶（英语：Seyyid Battal Gazi Complex）位於塞伊特加濟（英语：Seyitgazi），1208年由魯姆蘇丹國蘇丹凱庫巴德一世的母親捐贈修建，建物名稱源自傳說中的英雄巴塔爾加齊（英语：Battal Gazi）。
- 許達文迪加爾清真寺庫裡耶位於布尔萨，由鄂圖曼帝國蘇丹穆拉德一世下令於1365年至1385年間建成。
- 布爾薩的巴耶塞特一世清真寺庫裡耶，由鄂圖曼帝國蘇丹巴耶济德一世在1390年至1395年間委託興建。
- 布爾薩的埃米尔苏丹清真寺庫裡耶，14世紀時由托缽僧埃米爾蘇丹所建立，該寺曾數度被地震震毀並歷經多次的重建工程。
- 綠色清真寺庫裡耶位於布爾薩，由鄂圖曼帝國蘇丹穆罕默德一世於1419年至1421年間修建。
- 位於布爾薩的穆拉迪耶库里耶，該建築群最早由鄂圖曼帝國蘇丹穆拉德二世下令興建。
- 法提赫清真寺庫里耶位於伊斯坦堡的法蒂赫區，由鄂圖曼帝國蘇丹穆罕默德二世於1463至1470年間修建。
- 巴耶濟德二世清真寺庫里耶位於阿馬西亞，由鄂圖曼帝國蘇丹巴耶济德二世於1485年至1486年間委託修建。
- 巴耶济德二世库里耶位於埃迪爾內，由鄂圖曼帝國蘇丹巴耶濟德二世在1488年興建完工。
- 塞利姆一世清真寺庫里耶，清真寺內設有鄂圖曼帝國蘇丹塞利姆一世的陵寢。
- 巴格达的阿卜杜勒·卡迪爾·吉蘭尼陵墓（英语：Mausoleum of Abdul-Qadir Gilani）庫里耶，陵寢曾被萨非王朝的伊斯玛仪一世所搗毀，現今所見的建物是由鄂圖曼帝國蘇丹蘇萊曼一世重建修繕後的建築。
- 阿达纳的阿达纳大清真寺庫里耶，由拉瑪贊王朝（英语：Ramazanids）的統治者於1541年完工。
- 泽扎德清真寺庫里耶，1548年由鄂圖曼帝國蘇丹蘇萊曼一世下令興建，用以紀念備受他疼愛卻早逝的穆罕默德皇子（英语：Şehzade Mehmed）。
- 位於馬尼薩的穆拉迪耶清真寺庫里耶，由鄂圖曼帝國蘇丹穆拉德三世於1583年至1592年間興建。